# Laurent Larrieu
Pour les articles homonymes, voir Larrieu.
Laurent Larrieu, né le 14 juin 1969 à Nîmes est  un cascadeur et acteur français .

## Filmographie

### Cascades
- 2004 : Femmes de loi  (1 épisode)
- 2006 : Comme des voleurs
- 2007 : Fargas (1 épisode)
- 2007 : Chrysalis
- 2008 : L'Empreinte de l'ange
- 2008 : R.I.S Police scientifique (1 épisode)
- 2008 : Le Silence de l'épervier
- 2008 : Dante 01
- 2008 : Sa raison d'être
- 2009 : Micmacs à tire-larigot
- 2009 : Éternelle
- 2009 : OSS 117 : Rio ne répond plus
- 2009 : Humains
- 2009 : Gardiens de l'ordre
- 2010 : Les Vivants et les Morts
- 2010 : Hors-la-loi

### Acteur
- 2006 : Premiers secours : chef D'Agres (1 épisode)
- 2006 : Monsieur Léon : l'homme avec Raymonde
- 2006 : Voie d'eau : le plongeur surpris
- 2007 : Notable, donc coupable : l'agresseur fanal
- 2009 : Claire Brunetti : technicien de la gendarmerie (1 épisode)
- 2009 : OSS 117 : Rio ne répond plus : l'homme de main Von Zimmel
- 2009 : Black : un mercenaire